# Parnassiini
Parnassiini – plemię motyli dziennych z rodziny paziowatych. Jej przedstawiciele występują na terenie Europy, Ameryki Północnej i Azji. Plemię to liczy około 50 gatunków motyli. W skład tego plemienia wchodzą rodzaje:
- Hypermnestra
- Parnassius